# 제37회 아카데미상
제37회 아카데미상은 1965년 4월 5일에 열린 시상식이다. 산타 모니카 시빌 오디토리움에서 개최되었으며 사회자는 밥 호프이다.

## 후보 및 수상

### 작품상
- 마이 페어 레이디 - 잭 L. 워너 수상
- 희랍인 조르바 - Michael Cacoyannis
- 베킷 - 할 B. 월리스
- 닥터 스트레인지러브 - 스탠리 큐브릭
- 메리 포핀스 - 월트 디즈니

### 남우주연상
- 마이 페어 레이디 - 렉스 해리슨 수상
- 희랍인 조르바 - 앤서니 퀸
- 베킷 - 리처드 버튼
- 베킷 - 피터 오툴
- 닥터 스트레인지러브 - 피터 셀러스

### 여우주연상
- 메리 포핀스 - 줄리 앤드류스 수상
- 이태리식 결혼 - 소피아 로렌
- The Pumpkin Eater - 앤 밴크로프트
- 비 오는 오후의 음모 - 킴 스탠리
- The Unsinkable Molly Brown - 데비 레이놀즈

### 남우조연상
- 토프카피 - 피터 유스티노브 수상
- 베킷 - 존 길구드
- 마이 페어 레이디 - 스탠리 할로웨이
- 베스트 맨 - 리 트레이시
- 세븐 데이스 인 메이 - 에드먼드 오브라이언

### 여우조연상
- 희랍인 조르바 - 릴라 케도바 수상
- The Chalk Garden - 에디스 에반스
- Hush... Hush, Sweet Charlotte - 아그네스 무어헤드
- 마이 페어 레이디 - 글래디스 쿠퍼
- 이구아나의 밤 - 그레이슨 홀

### 감독상
- 마이 페어 레이디 - 조지 큐커 수상
- 희랍인 조르바 - Michael Cacoyannis
- 베킷 - 피터 글렌빌
- 닥터 스트레인지러브 - 스탠리 큐브릭
- 메리 포핀스 - 로버트 스티븐슨

### 각본상
- Father Goose - S.H. Barnett 수상

### 각색상
- 베킷 - 에드워드 앤헐트 수상

### 촬영상
- 마이 페어 레이디 - 해리 스트래들링 시니어 수상
- 희랍인 조르바 - 월터 래샐리 수상

### 편집상
- 메리 포핀스 - 코튼 워버튼 수상

### 미술상
- 마이 페어 레이디 - Gene Allen 수상
- 희랍인 조르바 - Vassilis Fotopoulos 수상

### 의상상
- 마이 페어 레이디 - 세실 비톤 수상
- 이구아나의 밤 - 도로시 지킨스 수상

### 음악상
- 메리 포핀스 - Richard M. Sherman 수상

### 주제가상
- 메리 포핀스 - Richard M. Sherman 수상

### 음향편집상
- 007 제3탄 - 골드핑거 - Norman Wanstall 수상

### 음향믹싱상
- 마이 페어 레이디 - George Groves 수상

### 시각효과상
- 메리 포핀스 - Peter Ellenshaw 수상

### 외국어영화상
- 사랑의 변주곡 - 비토리오 데 시카 수상

### 단편애니메이션상
- The Pink Phink - David H. DePatie 수상

### 단편영화상
- Casals Conducts - Edward Schreiber 수상

### 장편다큐멘터리상
- Le Monde sans soleil - Jacques-Yves Cousteau 수상

### 단편다큐멘터리상
- Nine from Little Rock - Guggenheim Productions 수상

### 공로상
- William Tuttle 수상

### 음악스코어링상
- 마이 페어 레이디 - 앙드레 프레빈 수상

## 같이 보기
- 제22회 골든 글로브상
- 제18회 영국 아카데미 영화상